# Cosenza Challenger
Il Cosenza Challenger è stato un torneo professionistico di tennis giocato su campi in terra rossa. Faceva parte dell'ATP Challenger Series. L'unica edizione si è disputata a Cosenza in Italia.

## Albo d'oro

### Singolare
| Anno | Campione      | Finalista         | Punteggio |
| ---- | ------------- | ----------------- | --------- |
| 1980 | Ricardo Ycaza | Alejandro Pierola | 6–1, 6–4  |

### Doppio
| Anno | Campioni              | Finalisti                      | Punteggio |
| ---- | --------------------- | ------------------------------ | --------- |
| 1980 | Ernie Ewert Brad Guan | Ismail El Shafei Ricardo Ycaza | 7–6, 6–3  |